# Știubieni
Știubieni è un comune della Romania di 2 906 abitanti, ubicato nel distretto di Botoșani, nella regione storica della Moldavia.
Il comune è formato dall'unione di 3 villaggi: Ibăneasa, Negreni, Știubieni.